# Kanton Roanne-Sud
Roanne-Sud is een voormalig kanton van het Franse departement Loire. Het kanton maakte deel uit van het arrondissement Roanne. Het werd opgeheven bij decreet van 26 februari 2014 met uitwerking in 2015. De gemeenten zijn overgeheveld naar de kantons Renaison en Roanne-2.

## Gemeenten
Het kanton Roanne-Sud omvatte de volgende gemeenten:
- Lentigny
- Ouches
- Pouilly-les-Nonains
- Riorges
- Roanne (deels, hoofdplaats)
- Saint-Jean-Saint-Maurice-sur-Loire
- Saint-Léger-sur-Roanne
- Villemontais
- Villerest